# Cryptophagus confertus
Cryptophagus confertus är en skalbaggsart som beskrevs av Thomas Casey 1900. Cryptophagus confertus ingår i släktet Cryptophagus, och familjen fuktbaggar. Arten är reproducerande i Sverige.